# The Elephant Man (phim)
The Elephant Man là một bộ phim lịch sử Mỹ-Anh năm 1980 về Joseph Merrick (người mà kịch bản gọi là John Merrick), một người đàn ông bị biến dạng nghiêm trọng ở London vào cuối thế kỷ 19. Bộ phim có sự tham gia của đạo diễn David Lynch và các ngôi sao như John Hurt, Anthony Hopkins, Anne Bancroft, John Gielgud, Wendy Hiller, Michael Elphick, Hannah Gordon và Freddie Jones. Phim được sản xuất bởi Jonathan Sanger và Mel Brooks, người sau đó đã cố tình bỏ mặc để tránh sự nhầm lẫn từ những khán giả có thể mong đợi một bộ phim hài.
The Elephant Man là một thành công vô cùng quan trọng với tám đề cử giải Oscar, bao gồm Phim hay nhất, Đạo diễn xuất sắc nhất, Kịch bản chuyển thể hay nhất và Nam diễn viên xuất sắc nhất. Sau khi nhận được sự chỉ trích rộng rãi vì không tôn vinh hiệu ứng trang điểm của bộ phim, Viện Hàn lâm Khoa học và Nghệ thuật Điện ảnh đã được nhắc nhở tạo ra Giải thưởng Hàn lâm cho Trang điểm và Tạo mẫu tóc đẹp nhất vào năm sau. Bộ phim cũng đã giành được giải thưởng BAFTA cho Phim hay nhất, Nam diễn viên xuất sắc nhất và Thiết kế sản xuất xuất sắc nhất và được đề cử cho giải Quả cầu vàng. Nó cũng đã giành được một giải thưởng César của Pháp cho phim nước ngoài hay nhất.